# (100267) JAXA
(100267) JAXA est un astéroïde de la ceinture principale.
Il porte le sigle de l'agence d'exploration aérospatiale japonaise JAXA.

## Description
(100267) JAXA est un astéroïde de la ceinture principale. Il fut découvert le 14 octobre 1994 à Kiso par Isao Satō, Masanao Abe et Hiroshi Araki. Il présente une orbite caractérisée par un demi-grand axe de 2,55 UA, une excentricité de 0,17 et une inclinaison de 3,6° par rapport à l'écliptique.

## Compléments